# Kanton Asnières-sur-Seine-Sud
Der Kanton Asnières-sur-Seine-Sud war von 1967 bis 2015 ein französischer Wahlkreis im Arrondissement Nanterre, im Département Hauts-de-Seine und in der Region Île-de-France.
Der Kanton bestand aus einem Teil der Stadt Asnières-sur-Seine.